# سیب زنگارگون اگرمونت

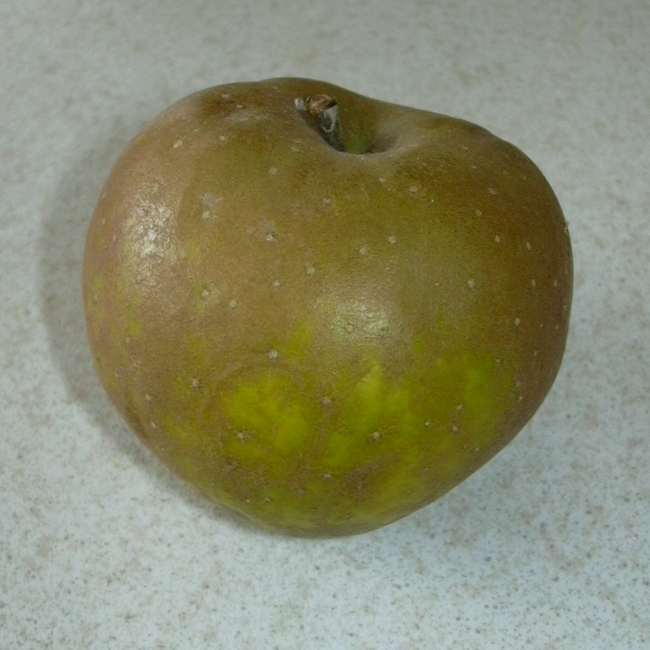
سیب زنگارگون اگرمونت

سیب زنگارگون اگرمونت (به انگلیسی: Egremont Russet) یک رقم از سیب‌های دسر است، که پوست قهوه‌ای، طعم شدید گردو و گوشت سفت و نسبتاً آبدار دارد.
این سیب نخستین بار در سال ۱۸۷۲ ثبت شده‌است، و عقیده بر این است که توسط کنتِ اگرمونت در شهرک پتروورث در ساسکسِ بریتانیا کشت شده‌است.
این سیب نخستین بار در دورهٔ ویکتوریا مشهور شد و شهرت آن تاکنون دست‌نخورده باقی‌مانده‌است. این سیب از بین سیب‌هایی که کشت آنها در انگلستان/ولز رایج است، بعد از کاکسز اورنج پایپین و براملی در ردهٔ سوم قرار دارد. گرچه تنها ۳۰۸ هکتار زیر کشت این سیب قرار دارد که ۳٫۷ درصد از کل باغ‌های زیر کشت سیب را شامل می‌شود.
در بریتانیا باغ سیب مشهوری است و درختها به‌طور وسیعی از مراکز باغبانی بریتانیا در دسترس قرار می‌گیرند.